# Medio centavo (moneda de Estados Unidos)
El medio centavo, o half cent, fue la denominación más pequeña de la moneda estadounidense. Se acuñó por primera vez en 1793 y cesó su emisión en 1857. Fue acuñado con cinco diseños diferentes.

## Historia
Autorizada por primera vez por la Ley de acuñación de 1792 el 2 de abril de 1792, la moneda se produjo en los Estados Unidos de 1793 a 1857. Estaba hecha de cobre al 100% y estaba valorada en cinco milésimas, o un ducentésimo de dólar. Era un poco más pequeño que un cuarto de dólar moderno con diámetros 22 mm en 1793, 23,5 mm de 1794 a 1836 y 23 mm de 1840 a 1857. La acuñación se suspendió por la Ley de acuñación del 21 de febrero de 1857. Todos fueron producidos en la Casa de Moneda de Filadelfia.

## Variaciones
Existen diferentes variaciones del medio centavo:
- Liberty Cap, mirando a la izquierda (diseñado / grabado por Henry Voigt ) - publicado en 1793.
- Liberty Cap, mirando a la derecha (cabeza grande diseñada por Robert Scot, cabeza pequeña diseñada por Scot-John Gardner, grabada por Robert Scot) - emitida de 1794 a 1797.
- Busto drapeado (anverso diseñado por Gilbert Stuart y Robert Scot, reverso diseñado por Scot-John Gardner, grabado por Robert Scot) - emitido de 1800 a 1808.
- Cabeza clásica (diseñado / grabado por Robert Scot o John Reich) - emitido de 1809 a 1836
- Cabello trenzado (diseñado por Christian Gobrecht ) - emitido de 1840 a 1857

No hay marcas de ceca en ninguna de las monedas (todas fueron acuñadas en la Casa de la Moneda de Filadelfia ) y los bordes son lisos en la mayoría de los medios centavos. En las monedas de 1793, 1794 y algunas de 1795 y una variedad de la moneda de 1797, se leía con letras TWO HUNDRED FOR A DOLLAR y otra variedad de 1797 tenía un borde agarrado o fresado.

## Acuñaciones
Gorra de la Libertad, mirando a la izquierda
- 1793 - 35,334

Gorra de la Libertad, mirando a la derecha
- 1794 - 81,601
- 1795 - 139.690
- 1796 - 1390
- 1797 - 127,840

Busto drapeado
- 1800 - 202,908
- 1802 - 20,266
- 1803 - 92 000
- 1804 - 1.055.312
- 1805 - 814,464
- 1806 - 356 000
- 1807 - 476 000
- 1808 - 400 000

Cabeza clásica (se muestra en la parte superior derecha)
- 1809 - 1,154,572
- 1810 - 215 000
- 1811 - 63,140
- 1825 - 63.000
- 1826 - 234.000
- 1828 - 606 000
- 1829 - 487 000
- 1831 - 2.200
- 1832 - 51 000
- 1833 - 103 000
- 1834 - 141.000
- 1835 - 398 000
- 1836 - solo fue una prueba
- 1837 - El gobierno de los Estados Unidos no acuñó medio centavos ese año; sin embargo, debido a la necesidad de un pequeño cambio, empresarios privados produjeron fichas de medio centavo.

Pelo trenzado
- 1840 a 1849 fueron problemas de prueba.
- 1849 - 39,864
- 1850 - 39,812
- 1851 - 147,672
- 1852 - solo fue una prueba.
- 1853 - 129,694
- 1854 - 55,358
- 1855 - 56,500
- 1856 - 40,430
- 1857 - 35,180